# Грехута, Марек
Марек Михал Грехута (пол. Marek Michał Grechuta; 10 декабря 1945, Замосць — 9 октября 2006, Краков) — польский певец и композитор, один из выдающихся польских артистов.
Окончил Краковский политехнический институт. По профессии архитектор. В 1966 вместе с композитором Яном Канты Павлюскевичем основал кабаре Анава, который потом стал музыкальным ансамблем. В 1977 победил на фестивале в Ополе.
В числе прочих, писал и исполнял песни на слова Адама Мицкевича, Болеслава Лесьмяна, Станислава Игнация Виткевича, Тадеуша Новака.
Хитами Грехуты были: Niepewność (сл. А. Мицкевич), Świecie nasz, Dni których nie znamy, Wiosna ach to ty.
Марек Грехута скончался 9 октября 2006 года. Похоронен на Раковицком кладбище в Кракове.
В 2001 году получил премию польской звукозаписывающей индустрии Золотой Фридрих за достижения в области художественного творчества.

## Юность
Родился в Замостье в 1945 году. В детстве с семьёй переехал в Хилице под Варшавой, но в 1956 году семья вернулась в Замостье. Во время пребывания в Хилице церковный органист давал Грехуте первые уроки музыки. С юных лет учился игре на фортепиано.
Окончил общеобразовательный лицей им. Яна Замойского в Замостье. В 1963 году поступил в Краковский Политехнический институт.

## Музыкальная карьера
В 1966 вместе с Яном Канты Павлюскевичем основал кабаре архитекторов Анава (от французского en avant — вперед), которое вскоре превратилось в ансамбль, сопровождающий его на спектаклях. В октябре 1967 года состоялся его публичный музыкальный дебют, когда выступил с песней «Танго Анава» на студенческом фестивале песни в Кракове, где занял второе место среди вокалистов. В 1968 на Шестом KFPP в Ополе выиграл премию журналистов за песню «Сердце», а через год за песню «Свадьба» получил один из главных призов (приз TVP) на Седьмом KFPP. С группой Анава он записал два альбома — Marek Grechuta & Анава (1970) и «Хоровод» (1971). В этом году на Девятом KFPP в Ополе выиграл главный приз за песню «Хоровод».
В 1976 году вновь сотрудничал с Павлюскевичем и написал музыку к текстам Виткацы. В 1977 на 15-м KFPP в Ополе его песня «Хоп — стакан пива» получила Награду Гран-При, также на этом фестивале Кристиной Яндой была исполнена песня «Жевательная резинка», музыку и слова которой написал Грехута. Он также в соавторстве с Кшиштофом Ясиньским и Яном Канты Павлюскевичем написал мюзикл «Сумасшедший локомотив» по Виткацы, выставляемый в 1977—1980 годы, в том числе, в краковском Театре СТУ и центре «Spodek» в Катовице.
В 1976 году он начал продолжавшееся почти 10 лет сотрудничество с клубом «Подвал под баранами». В 1979 году записал альбом с песнями на слова поэта Тадеуша Новака, которые, кроме него, спели Тереза Гаремза, Магда Умер и Мариан Опаня. Однако эти песни, написанные для спектакля «Запах преломленного хлеба», не встретили хорошего приема. В 1981 году были выпущены «Поющие картины», пластинка, вновь записанная с группой Anawa, в которую вошли песни, вдохновленные картинами Ван Гога, Пикассо, Дега, Моне, Ренуара и Выспянского, а также музыка из спектакля «Отелло».
В 1984 вместе с Кристиной Янда записал альбом под названием «В малиновом хруняке» на стихи Болеслава Лесмяна. К своим текстам вернулся в 1986 году, записав в 1987 диск под названием «Весна — ах, это ты», который был заполнен легкой музыкой и дал одноименный хит, а также содержал фрагменты музыки из спектаклей Кола Бруньон, Отек Виткацы и Ольштынская Хроника. В 1987 году написал музыку к театральной постановке Яна Бжехвы — «Золушкa». В 1989 году он выпустил альбом под названием «Пейзаж, полный надежд». В 1991 издал песни для детей и родителей, записанные совместно с актерами Старого театра в Кракове и детским хором Гамма. В 1994 году он выпустил альбом «Десять важных слов», содержащий песни, посвященные важным ценностям в жизни. В них он ссылался на Декалог, называя его «десять заповедей современного человека».

## Кончина и похороны
Марек Грехута скончался 17 октября 2006 года, похоронен в Аллее Заслуженных на Раковицком кладбище в Кракове. Похоронам предшествовала месса в Мариацком костёле, где артисты «Подвала под Баранами» спели «Приходим, уходим» и «Дезидерата». Когда гроб с телом Марека Грехуты покидал базилику, раздались аплодисменты, сопровождаемые мелодией песни артиста «Спасти от забвения». От ворот Раковицкого кладбища гроб Марека Грехуты несли его друзья из «Подвала под Баранами», среди них: Гжегож Турнау, Ян Канты Павлюскевич, Збигнев Прайснер. Над могилой Ян Канты Павлюскевич прочитал стихотворение, написанное Лешеком Александром Мочульским. На похоронах Грехуты присутствовали также: Гжегож Турнау, Мирослав Чижикевич, Яцек Зелинский, Анна Шалапак, Яцек Вуйчицкий, Артур Ройек, Лешек Войтович и президент Кракова Яцек Майхровский.

## Личная жизнь
В 1970 году Грехута женился на Дануте, у них родился сын Лукаш, в будущем выпускник Академии Изящных Искусств в Кракове.
Карьере Грехуты серьезно мешало биполярное расстройство, от которого он страдал в течение многих лет. Случалось, что из-за этого он прерывал репетиции и даже выступления, что зрители ошибочно принимали за последствия злоупотребления алкоголем. Расстройство проявилось еще в юности, после внезапного расставания с Галиной Мармуровской, любимой девушкой Грехуты. Потом в течение многих лет артиста поддерживала жена Данута, обустраивая их совместную жизнь. Но в связи с длительными приступами сильной депрессии Грехута не мог нормально функционировать. Его состояние усугубилось в связи с внезапным исчезновением сына в 1999 году. Грехута даже принял участие в программе «Кто-нибудь видел, кто-нибудь знает», в которой обсуждался вопрос исчезновения сына. Сын Лукаш, который отправился в одинокое пешее паломничество в Сантьяго-де-Компостела и Рим, был найден через 8 месяцев после выхода программы в эфир.

## Премии и награды
2 премия на шестом Фестивале Студенческой Песни в Кракове (1967)
Гран-При за лучшую песню на шестом Фестивале Студенческой Песни за песню «Танго Анава» (1967)
Главный приз на Фестивале Искусств Академической Молодежи ФАМА в Свиноуйсьце (1968)
Премия Журналистов за песню «Сердце» на шестом KFPP в Ополе (1968)
Главная премия Польского Телевидения за песню "Свадьба " на шестом KFPP в Ополе (1969)
Гран-При за песню «Хоровод» на девятом KFPP в Ополе (1971)
Гран-При за песню «Хоп стакан пива» на пятнадцатом KFPP в Ополе (1977)
Премия Журналистов за песню «Жевательная резинка» на пятнадцатом KFPP в Ополе (1977)
Лучший композитор фестиваля Познаньcкая эстрадная весна (1979)
Серебряный Крест Заслуг (1979)
Премия Телевидения для детей и молодежи на Пулавских встречах кукольников за музыкальное представление «Царство мое прекрасно» (1995)
Золотой диск за продажу 50 тысяч экземпляров пластинки «Дни, которых не знаем» из серии «Золотая коллекция» (1999)
Орден Возрождения Польши (2000)
Премия Польской фонографической промышленности «Золотой Фридерик» за художественную жизнь (2001)

## Дискография

### Студийные альбомы
- 1970 Anawa
- 1971 Korowód
- 1972 Droga za widnokres
- 1974 Magia obłoków
- 1977 Szalona lokomotywa
- 1978 Złote przeboje
- 1979 Pieśni M. Grechuty do słów Tadeusza Nowaka
- 1981 Śpiewające obrazy
- 1984 W malinowym chruśniaku
- 1987 Wiosna — ach to ty
- 1989 Krajobraz pełen nadziei
- 1990 Ocalić od zapomnienia
- 1990 Złote przeboje
- 1993 Jeszcze pożyjemy
- 1994 Dziesięć ważnych słów
- 1995 The best

### Концертные альбомы
- Упоение (1994)
- The Best (1997)
- Сердце (2001)
- Уникаты (2006)
- Концерты: Варшава’73 (2014)
- Концерты: Ополе’76 (2014)
- Концерты: Краков’81 (2014)
- Концерты: Краков’84 (2014)
- Концерты: Опольский хоровод (2015)

### Мини-альбомы
- Сердце (1969)
- Марыля Родович и Марек Грехута (1977, с Марылей Родович)
- Краков (2003, с Myslovitz)

### Синглы
- «Гай» / «Маленький бар в Санта-Крус» (1977, с Марылей Родович)
- «Муза удачи» / «Голос» (1978)
- «Хоп, стакан пива» / «Песня о тишине» (1979)

### Звуковые открытки
- «Ты будешь моей госпожой» (1970)
- «Не балуй» (1970)
- «Дни, которых не знаем» (1971)
- «Хоровод» (1971)
- «Мир наш» (1971)

## Сборники поэзии Марка Грехуты
Будешь улыбаться (1985)
Знамёна (1988)
На дне сердца (1990)
Пейзаж, полный надежды (1990)
Вы говорите мне невозможное… Самые лучшие стихи и песни (2015)